# شلی کول
شلی کول (انگلیسی: Shelly Cole؛ زادهٔ ۲۲ اوت ۱۹۷۵) یک هنرپیشه اهل ایالات متحده آمریکا است.
او در فیلم طعمه راک اند رول بازی کرده‌است.